# 監獄ロック
「監獄ロック」（Jailhouse Rock）は、エルヴィス・プレスリーが1957年に発表したシングル。プレスリー主演映画としては3作目となる『監獄ロック』（1957年11月8日公開）の主題歌。

## 解説
作詞・作曲は、「ハウンド・ドッグ」と同じくジェリー・リーバーとマイク・ストーラーのコンビ（この2人は、1987年にロックの殿堂の非演奏者部門に選出された）。歌詞の内容は、州立刑務所のバンドをテーマにしたパーティー・ソングとなっている。2つのコードの半音進行によるイントロが印象的な楽曲で、全米チャートでは7週間に渡って1位、全英チャートでは3週間1位となり、イギリス史上初のシングル・チャート初登場で1位を獲得した曲となった。B面は「やさしくしてね（Treat Me Nice）」。
この曲はスピードがオリジナルテイク（収録したそのままの状態）から半音分落ちている。これはレコード/CDで発売されている曲と「クローズアップ・エルヴィス」を聴き比べれば簡単に認識できる。
「監獄ロック」のダンスシーンの撮影中、プレスリーが歯に被せてあった銀歯を誤って飲み込んでしまう事故が起きた。銀歯は胃に行かずに肺へ行ったため、肺から銀歯を取り出す大手術を受けた。幸い、彼自身にも喉にも影響はなかった。
映画『監獄ロック』のサウンドトラックは、フルレンス・アルバムではなく、5曲入りのEPとして発表された。
2004年に『ローリング・ストーン(Rolling Stone)』誌が選んだ「ローリング・ストーンの選ぶオールタイム・グレイテスト・ソング500」では67位となった。2005年、再発シングルが全英チャートで再び1位を獲得。

## カヴァー
- 浜村美智子が日本語詞でカヴァー（訳詞：井田誠一）。1958年にシングル発売。1957年12月31日の第8回NHK紅白歌合戦では、浜村が歌ったのは「バナナ・ボート」とする資料もあったが、実際に歌われたのはこの曲（「バナナ・ボート」は男性コーラスが必須だったが、異性のコーラスは当時の規定で禁止されていた為）[3]。
- 小坂一也&ワゴン・スターズが1958年に日本語詞でカバーしている（B面は同じくプレスリーのカバー「テディ・ベア」）。
- 平尾昌晃が1958年3月に日本語詞でカヴァー（訳詞：漣健児。音羽たかし名義で表記されることもある）。10万枚を売り上げるヒットになる[4]。
- ブルドッグ・滝がカバー。1962年11月21日に朝日ソノラマから発売されたソノシート「映画音楽 No.14」に収録。
- ジェフ・ベック・グループのアルバム『ベック・オラ』（1969年）に収録。
- ZZトップのアルバム『ファンダンゴ!』（1975年）にライブ音源収録。
- 1980年の映画『ブルース・ブラザース』で、ジョン・ベルーシを中心とした劇中バンドに、ジェームス・ブラウン、キャブ・キャロウェイ、レイ・チャールズ、アレサ・フランクリンを加えた演奏を使用。
- クイーンが1970年代･1980年代のライブで取り上げた。ライブ・アルバム『ライヴ・アット・ザ・レインボー‘74』『オデオン座の夜～ハマースミス1975』『伝説の証/クイーン1981』、DVD『WE ARE THE CHAMPIONS FINAL LIVE IN JAPAN』等に収録。
- モトリー・クルーのアルバム『ガールズ、ガールズ、ガールズ』（1987年）にライブ音源収録。
- 1992年公開の映画『ハネムーン・イン・ベガス』のサウンドトラックで、ジョン・メレンキャンプがカヴァー。
- 奥田民生がシングル「花になる」（2002年）のカップリング曲としてカバー。歌詞は平尾昌晃による日本語詞をベースとしている（一部の歌詞が変更されている）。なお、奥田が在籍しているユニコーンのアルバム『ヒゲとボイン』（1991年）には、この曲の邦題をもじった「看護婦ロック」という楽曲がある。
- ダウン・タウン・ブギウギ・バンドの未発表音源集『蔵出し〜ダウン・タウン・ブギウギ・バンド・オフィシャル・ブートレッグ』（2007年）にも収録。